# Rock Springs, Wyoming
Rock Springs, Wyoming là một thành phố thuộc hạt Sweetwater trong bang Wyoming, Hoa Kỳ.  
Thành phố có tổng diện tích 50.09 km². Theo điều tra dân số Hoa Kỳ năm 2010, thành phố có số dân ước tính là 23,755 người, giúp đây là thành phố có số dân đông thứ 5 của bang Wyoming. 